# Jackie Huggins
Jacqueline Gail "Jackie" Huggins AM, FAHA (Ayr, 19 de agosto de 1956) é uma escritora aborígene australiana, historiadora, acadêmica e defensora dos direitos dos indígenas australianos. É uma mulher do povo Bidjara/Pitjara, Birri Gubba e Juru de Queensland.
Desde 2020, é co-presidente do Eminent Panel aconselhando o governo de Queensland sobre o processo de dizer a verdade (truth-telling) e futuros tratados com povos indígenas.

## Anos iniciais e formação
Jacqueline Gail Huggins nasceu em Ayr, no estado de Queensland, em 19 de agosto de 1956, filha de Jack e Rita Huggins. Pertence aos povos Bidjara / Pitjara (Queensland Central) e Biri / Birri Gubba Juru (Norte de Queensland). Sua família se mudou para o subúrbio de Inala, em Brisbane, quando era jovem e, assim, frequentou a Escola Secundária Estadual de Inala (Inala State High School). Deixou a escola aos 15 anos para ajudar sua família e trabalhou como datilógrafa na Australian Broadcasting Corporation (ABC) em Toowong — outro subúrbio de Brisbane — de 1972 a 1978. Depois disso, se juntou ao Departamento de Assuntos Aborígenes da Comunidade das Nações, em Camberra. Em 1980, retornou a Brisbane e foi oficial de campo no Departamento de Assuntos Aborígenes.
O seu filho nasceu em 1985. Matriculou-se na Universidade de Queensland, em 1985, graduando-se com um BA (com honras) em história e antropologia, em 1987. Obteve um diploma de Educação (Educação aborígene), em 1988. Parte de seu treinamento prático incluiu oito semanas de ensino em Ti-Tree, ao norte de Alice Springs. Também completou uma licenciatura em história/estudos femininos, em 1989, na Universidade Flinders, em Adelaide, na Austrália Meridional.

## Carreira
Foi co-presidente da Reconciliation Australia (com Fred Chaney e Mark Leibler), presidente do Queensland Domestic Violence Council, co-comissária de Queensland para o National Inquiry on the Separation of Aboriginal and Torres Strait Islander Children from Their Families (1995–1997), membra do Conselho para Reconciliação Aborígene — o Conselho AIATSIS — membra do Comitê Nacional NAIDOC (National Aborigines and Islanders Day Observance Committee, 1979–1983) e membra da revisão da Comissão Aborígene e das Ilhas do Estreito de Torres (Aboriginal and Torres Strait Islander Commission, ATSIC), em 2003. Também atuou em muitos outros conselhos e organizações em várias funções.
Publicou uma ampla gama de ensaios e estudos sobre história e identidade indígena. É a autora de "Sistergirl" (1998), e co-autora, com sua mãe Rita, da biografia aclamada pela crítica "Auntie Rita" (1994).
Foi membra do grupo de trabalho envolvido na criação da First Nations Australia Writers Network (FNAWN), em 2012, e a partir de 2021, continua sendo patronesse da organização.
Foi vice-diretora da unidade Aboriginal and Torres Strait Islander na Universidade de Queensland até 2017, e depois, co-presidiu o Congresso Nacional dos Primeiros Povos da Austrália (National Congress of Australia's First Peoples) com Rod Little até 2019.
Em 2019, depois que o governo de Queensland anunciou seu interesse em seguir um caminho para um "processo de tratado indígena", o Grupo de Trabalho de Tratados (Treaty Working Group) e o Painel de Processo de Tratados Eminentes (Eminent Treaty Process Panel) foram criados, com Huggins e Michael Lavarch co-presidindo o Painel Eminente. O Relatório do Caminho para o Tratado (Path to Treaty Report) foi apresentado no Parlamento de Queensland, em fevereiro de 2020. Huggins disse que um processo de dizer a verdade, reconhecendo a história da Austrália, é um "componente vital para seguir em frente". Em 13 de agosto de 2020, o governo anunciou que apoiaria a recomendação de avançar em um caminho para o tratado com as Primeiras Nações de Queensland.
Escreveu, com sua irmã Ngaire Jarro, a história de seu pai, Jack, que passou três anos como prisioneiro de guerra japonês durante a Segunda Guerra Mundial e foi forçado a trabalhar com cerca de 13.000 outros na Ferrovia Birmânia-Tailândia. O livro, intitulado "Jack of Hearts: QX11594", foi publicado em 2022. Jack não foi maltratado ao retornar, como muitos escavadores aborígines foram, e se tornou o primeiro aborígene a trabalhar para o Serviço postal da Austrália, o primeiro salva-vidas aborígene de surfe, em Ayr, na década de 1930, e o único homem indígena a jogar na Rugby league antes e depois da guerra.

## Reconhecimento
- 1996: o livro Auntie Rita ganhou o Prêmio Stanner de Literatura Indígena, de 1996, da AIATSIS[1]
- 2000: Prêmio do Milênio do Queensland Premier para Excelência em Assuntos Indígenas[1]
- 2001: membra da Ordem da Austrália (AM) por seu trabalho com povos indígenas, particularmente em reconciliação, alfabetização, questões femininas e justiça social[3][1]
- 2001: Medalha do Centenário por um serviço diferenciado à comunidade através da promoção da reconciliação[1]
- 2006: Doutora honoris causa da Universidade de Queensland[1]
- 2007: Membra (fellow) da Australian Academy of Humanities (FAHA)[1]
- 2007: Ex-"Aluna do Ano" da Universidade de Queensland[3]